# Der Traum von Lieschen Müller
Der Traum von Lieschen Müller (späterer Verleihtitel: Happy-End im siebten Himmel) ist ein deutsches Filmmusical von Helmut Käutner aus dem Jahr 1961.

## Handlung
Lieschen Müller ist eine kleine Bankangestellte in der Kleinstadt Dingskirchen, hat mit Anni eine kleine Schwester, keine Eltern mehr und lebt allein. Sie bezieht ein kleines Gehalt, geht hin und wieder ins Kino und isst im Schnellimbiss von Däne Jan regelmäßig zu Mittag. Eines Tages erscheint Kunde Dr. Schmidt in ihrer Bank und lädt sie ein, ihn als Sekretärin auf eine Reise durch verschiedene Länder zu begleiten. Er gibt ihr eine Stunde Bedenkzeit. Im Imbiss trifft Lieschen kurz darauf auf Anni und ihren Freund Paul, der als Jurist gerade den geplanten Urlaub durchrechnet, wobei das Geld knapp ist und seine Sparmaßnahmen Anni wütend gehen lassen. Paul fragt Lieschen, ob sie nicht mit ihm in den Urlaub fahren will, doch sie lehnt ab. Auch Jans Angebot, mit ihr ins Kino zu gehen, kann Lieschen nicht annehmen, da sie den Abend mit Überstunden im Büro verbringen muss, um Arbeiten zu beenden, falls sie am nächsten Tag mit Dr. Schmidt auf Dienstreise gehen will. Zurück im Büro verfällt Lieschen Müller in einen Tagtraum:
Lieschen träumt sich ans Meer und sagt Dr. Schmidt kurz darauf zu, an seiner Reise teilzunehmen, auch wenn sie sich bewusst sei, dass das, was geschieht, nur in einer Traumwelt passieren könne. Mit Dr. Schmidt fährt sie zum Hotel Deluxe, in der ihr jeder Traum wahrgemacht wird. Sie wünscht sich ein einfaches Hotelzimmer, das am Ende ihrer eigenen Wohnung gleicht, wenn es auch noch zahlreiche zusätzliche Zimmer hat. Dr. Schmidt ist zufrieden und macht Lieschen klar, was sein eigentlicher Zweck der Reise sei. Er ist eigentlich kein reicher Mann, sondern nur ein geschickter Finanzmakler. In verschiedenen Zeitungsartikeln hat er seinen neuesten Coup vorbereitet: Er gibt Lieschen als Erbin von drei Milliarden Dollar aus, die ihr ein Onkel Joe aus Amerika vermacht habe. Zwar existiert das Geld nicht, doch allein die große Aufmerksamkeit und die Vorstellung, dass Lieschen das Geld haben könnte, öffnen ihr alle Türen. Mit Dr. Schmidt eröffnet sie ein Kreditinstitut, dessen Präsidentin sie unter dem Namen Liz Miller wird.
Anni und Paul erscheinen, da Anni als Schwester die Hälfte des Vermögens gehört. Dr. Schmidt animiert Paul dazu, Lieschen auf die Hälfte des Geldes zu verklagen, steigt so doch die öffentliche Aufmerksamkeit und der kleine Jurist Paul wird bekannt. Jan, der Lieschen liebt, versucht unterdessen vergeblich, in ihre Nähe zu kommen. Da immer mehr Privatsekretäre von Lieschen entlassen werden müssen, weil sie sich in die Chefin verliebt haben, veranstaltet Dr. Schmidt ein Fernsehquiz, bei dem Lieschens zukünftiger Ehemann ermittelt werden soll. Es setzt sich Jan durch, der unkonventionell durch den Bildschirm in Lieschens Schlafzimmer landet. Das Eheprotokoll ist streng, so darf sich Jan nicht in Lieschen verlieben; das Paar spielen sie nur bei öffentlichen Anlässen, nie jedoch privat. Beide treten anlässlich eines Marsraketenstarts erstmals gemeinsam öffentlich auf. Paul gewinnt unterdessen vor Gericht seine Klage. Als das Gericht festlegt, dass das gesamte Vermögen zur Einsicht vorgelegt werden muss, lässt Dr. Schmidt einen Banküberfall inszenieren, sodass kein Geld mehr vorliegt und Paul mit der Klage scheitert.
Jan beginnt sich an Lieschens Seite zu langweilen und flirtet mit Anni. Dr. Schmidt schlägt Lieschen unterdessen vor, sie zu heiraten; doch sie will nur einen Mann, den sie liebt. Sie trifft sich außerhalb des Protokolls mit Jan, der ihr jedoch nur Verachtung entgegenbringt. Am Ende findet eine große Feier statt, bei der die hohen Gäste ums Goldene Kalb tanzen. Jan bringt den wahren „Onkel Joe“ mit, dessen an die Presse gegebenes Bild in Wirklichkeit einen kleinen Schauspieler zeigte, den Jan nun ausfindig gemacht hat. Lieschen hat von all dem Schwindel genug und verkündet vor den Gästen, dass die Erbschaft erfunden war. Dr. Schmidt stellt ihre Enthüllung als Scherz dar. Als jedoch auch Paul verkündet, dass er den Prozess erneut aufgenommen und gewonnen habe, gibt Dr. Schmidt nach und er glaubt, nun wegen Betrugs verhaftet zu werden. Die großen Herren machen ihm jedoch klar, dass eine Aufdeckung des Betrugs den Staat erheblich schädigen würde. Durch ein Wunder der Wirtschaft habe das Kreditinstitut zudem alle Schulden beglichen und arbeite im Gewinnbereich. Jan und Lieschen werden durch ihr Geständnis am Ende ein Paar.
Lieschen erwacht in ihrem Büro, wo sie während der Überstunden eingeschlafen war. Ihr Chef fordert sie auf, Feierabend zu machen. Die Reise mit Dr. Schmidt, die Lieschen absagt, kann sowieso nicht stattfinden, weil Dr. Schmidt wegen Kreditschwindels festgenommen worden sei. Lieschen verlässt ihren Arbeitsplatz. Sie trifft Jan wieder und stimmt einem gemeinsamen Spaziergang zu. Ein Kinoplakat kündigt den Film Der Traum von Lieschen Müller an.

## Produktionsnotizen
Der Film wurde von der Produktionsfirma KG DIVINA-FILM GmbH & Co. hergestellt. Die Firma gehörte Ilse Kubaschewski, die zugleich Inhaberin des Erstverleihs Gloria-Film GmbH & Co. Filmverleih KG war.
Die Außenaufnahmen entstanden in Berlin, die Atelieraufnahmen von September bis November 1961 in den CCC-Studios Berlin-Spandau.
Der Film enthält zahlreiche Trickeffekte, die durch Karl-Ludwig Ruppel und Horst Schier (Fotoeffekte) sowie Flo Nordhoff (Animation) realisiert wurden. Die Kostüme schuf Margot Schönberger, die Filmbauten stammten von Hertha Hareiter und Otto Pischinger.
Als Solotänzer sind Konstanze Vernon, Gene Reed und John Schapar zu sehen. Die Choreografie realisierte Irene Mann. Der Film ist als Musical konzipiert, in dem zahlreiche Lieder die Handlung unterstützen. Zu hören sind unter anderem die Lieder Wenn Lieschen Müller träumt, Wenn aus Papier der Himmel wär’, Das Glück, das kann sich keiner kaufen, Wo ist der Mann und Ein kleines Einfamilienhaus. Walter Giller, Hardy Krüger und Ruth Leuwerik haben als Autogrammjäger einen Cameo-Auftritt im Film.
Der Traum von Lieschen Müller hatte am 19. Dezember 1961 im Berliner Zoo-Palast Premiere. Am 20. Mai 1990 zeigte ihn Sat.1 erstmals im deutschen Fernsehen.

## Kritiken
Der Spiegel schrieb anlässlich der Filmpremiere, dass dem Film Witz und Spannung fehle und dies auch nicht „durch eine angestrengte Fülle ironisch eingesetzter Requisiten und trickreicher, technisch perfekter Farbspiele auf[ge]w[o]gen“ werden könne. Käutners Werk „mutet eher wie ein gestreckter Werbefilm für moderne Wohnkultur an.“ Der film-dienst nannte Der Traum von Lieschen Müller eine „Satire auf die Schnulzenseligkeit der Deutschen zur Zeit des Wirtschaftswunders“. Es sei jedoch ein „enttäuschender Film, dessen Witz und Satire auf der Strecke bleiben und der sich in der Mentalität der Schnulze verliert, die er anzuprangern vorgibt; ebenso zerdehnt wie verworren.“

## Auszeichnungen
Der Anfang 1962 zum zweiten Mal vergebene Preis der Jungen Filmkritik in der Kategorie „Preis für die schlechteste Leistung eines bekannten Regisseurs“ ging zu gleichen Teilen an Käutners Filme Der Traum von Lieschen Müller und Schwarzer Kies.